# Lawrence River
Der Lawrence River ist ein 21 km langer Fluss in der Region Canterbury auf der Südinsel von Neuseeland.

## Geographie
Der Lawrence River entsteht durch den Ausfluss des Lawrence Glacier, der sich südlich des 2628 m hohen North Peak und westlich des 2479 m hohen Lawrence Peak westlich bewegt. Der Fluss verläuft von seiner Entstehung zunächst in westsüdwestliche Richtung und schwenkt dann nach rund 7 km in eine südsüdwestlich Richtung ein. Auf seinem Weg wird der Fluss im Norden und Westen von der Gebirgskette der Jollie Range begleitet und an seiner südöstlichen und östlichen Seite zunächst von der Arrowsmith Range und danach von der Potts Range. Nach seinem Austritt in das Tal des Clyde River nimmt der Fluss für 1,3 km einen südlichen Verlauf und mündet nach insgesamt 21 km Flussverlauf in den Clyde River.